# In-band on-channel
Le terme in-band on-channel (IBOC) désigne une famille de méthodes de transmission d'émissions de radio simultanément en numérique et en analogique (simulcast) sur la même fréquence porteuse.

## Description
Le principe est de conserver le signal analogique classique, ce qui permet aux récepteurs existants de continuer à recevoir les émissions, et d'« accrocher » en plus des données numériques à la porteuse principale du signal analogique. Cette méthode est utilisable aussi bien en modulation d'amplitude (AM), qu'en modulation de fréquence (FM). Les données numériques utilisent alors la bande passante inutilisée qui sépare les émissions analogiques. Cela évite les problèmes complexes d'attribution de fréquences. 
Après une période de cohabitation (analogique et numérique), les stations peuvent éventuellement passer à un mode tout numérique, en éliminant le signal analogique traditionnel.
Par exemple, plusieurs normes de type IBOC existent pour la radiodiffusion en FM, notamment HD Radio et FMeXtra.